# Nedre Kvarntjärnen, Västerbotten
Nedre Kvarntjärnen är en sjö i Skellefteå kommun i Västerbotten och ingår i Byskeälvens huvudavrinningsområde.